# 經濟穩定緊急法

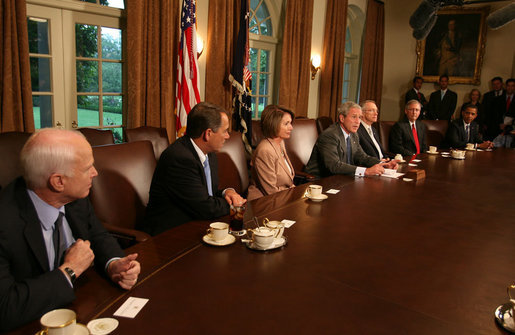
布希召開兩院議會緊急經濟會議

《經濟穩定緊急法》（Emergency Economic Stabilization Act）是經美國國會參議院和眾議院通過的立法，並於2008年10月3日由美國總統喬治·沃克·布殊簽署。该法涉及七千多億美元的金融救援方案。

## 经济背景
2008年9月，美国次贷危机进一步升级。接着美国政府进行了几次救助行动，例如9月16日对美国国际集团的850亿美元的救助以及联邦政府接管房利美及房地美的行动。但雷曼兄弟的破产使形势更加严峻起来。
10月6日，道琼斯工业指数下跌700点，四年内首次跌破10000点大关。

## 保尔森的提议
美国财政部部长亨利·保尔森提出了一项7000亿美元的购买坏账计划。布什迅速宣布支持此计划，国会两院开始进行激烈的争论。
保尔森与美国联邦储备银行主席本·伯南克、美国证券交易委员会主席克里斯多佛·考克斯、国会领袖以及总统布什促进了草案的形成。
这项提议允许联邦政府购买价值7000亿美元的次级抵押贷款的坏账，收到了投资者的支持。
- 9月21日，保尔森宣布了立法草案，并敦促其它国家宣布相似的法案。[3]

- 9月23日，伯南克与保尔森将法案推荐到此前拒绝接受的参议院银行委员会。

- 9月24日，布什发表了一次关于金融危机与立法草案的演讲。

- 9月24日，美国民主党总统候选人巴拉克·奥巴马与美国共和党总统候选人约翰·麦凯恩发表联合聲明支持此法案。[4]

### 坏账购买
计划可以被称为一种风险投资，因为投资坏账是一个极大的风险。
计划的关键挑战在于坏账的购买价格，是一个复杂的关于房价、贷款信用程度等的工程，政府决定购买价格的方法为购买当时的价格。

### 权利
初始计划给美国财政部不受限制的7000亿美元的使用权利，违背了美国立法政府、法庭、国会的三权分立原则。

### 潜在影响
7000亿美元的救助金额如果平分到每个美国人的话，每个人就要支付$2,295，所以若不能保证每一分钱都没有浪费的话，对纳税人是一件很不公平的事情。
而2008年美国财政赤字为29000亿美元，如果此计划通过年度赤字会升到36000亿美元。

## 救助依据

### 政府官员
在参议院听证会上，保尔森列出了如下依据：
- 稳定经济
- 促进流动性
- 通盘战略
- 社会期待

9月23日，在参议院听证会上，伯南克列出了如下依据：
- 投资者信心
- 对经济的影响

### 记者
有一大批记者支持此法案。一位记者说，“信心减少让雷曼死亡，若政府不采取措施的话，将会出现一个难以对付的时刻。”

## 反应

### 市场反应
9月19日，美国股市受提议上涨3%。外国股市也有所上涨。

### 民众
- 在美国各地100多个城市发生了抗议游行，[7]反对议案。其中数在纽约证券交易所的抗议活动最大。[8]

- 民主党俄亥俄州联邦参议员谢罗德·布朗接到的2000封电子邮件中，95%表示反对。[9]

### 政治家
- 英国首相戈登·布朗宣布支持此法案。[10]
- 美国总统候选人奥巴马、麦凯恩均表示支持此法案。
- 美国康涅狄格州联邦参议员克里斯多佛·多德反对此法案。[11]
- 希拉里·克林顿表示支持此法案。[12]

### 经济学家
- “股神”沃伦·巴菲特宣布支持此法案。[13]
- 9月19日，前美联储主席阿兰·格林斯潘宣布支持此法案。[14]
- 国际金融大亨乔治·索罗斯宣布支持此法案。[15]
- 2000年诺贝尔经济学奖得主约瑟夫·斯蒂格利茨拟文反对此法案。[16]
- 2008年诺贝尔经济学奖保罗·克鲁格曼得主批评此法案。[17]

### 媒体
- 经济学人杂志宣布强烈支持此法案。[18]

## 立法过程

### 政治讨论
9月27日-28日，国会部分议员、两党总统竞选人与财政部、总统行政部门为了改善法案内容进行了磋商，以下是他们进行磋商的关键内容：
- 其他坏账的购买以及对房东的帮助
- 公司执行人工资限制
- 政府救助的公平性，以保护纳税人
- 法院、国会更多的监督
- 所有与法案有关的部门的权利、结构

### 众议院第一次投票
9月28日，美国财政部宣布了此7000亿美元的议案。
9月29日，美国参议院和众议院分别计划进行辩论和投票。在当天上午的新闻发布会上，布什总统表示他相信国会会顺利通过此议案，并且美国经济会很快恢复。但有一些共和党众议员表示投反对票。
在当天的众议院投票中，议员们以205票支持，228票反对，1票弃权否决了此项计划。
此消息公布后，美国道琼斯工业指数下降了6.98%，下跌了777.68点，是历史上最大点数下跌。

### 参议院投票
10月1日，美国国会参议院进行了改善后的法案的辩论及投票。
结果显示，有74人支持，25人反对，泰德·肯尼迪参议员因病缺席。
参议院顺利通过法案。

### 众议院第二次投票
10月3日，美国国会众议院进行了第二次投票，以263-171通过了修正后法案。
布什总统迅速签署了法案。

## 要点

### 美联储的利率调整
法案允许美国联邦储备系统给银行相对于法定准备金比率更高的利率。

### 坏账的管理
法案允许美国财政部建立减轻坏账工程以从金融机构购买坏账。稳定金融系统办公室会一起创建以运营此工程。执行计划时，财政部部长必须和美联储董事会、联邦存款保险公司、通货监理官、美国储蓄机构管理局总管以及美国住房及城市发展部部长共同协商。

### 资金
法案批准的7000亿美元中，2500亿美元交给财政部处理，1000亿交给总统处理，另外3500亿美元则要经国会批准后交给财政部使用。

### 政府平等投资
法案规定财政部必须公正的投资，有义务购买无表决权股。

### 公司高管工资限制
法案规定，若一个公司接受了政府的补助或贷款，禁止给公司权力最大的五位高级管理人员任何更多的激励。同时，公司不得增加高级管理人员的高级职员离职补偿费。

### 透明性
每次救助行动两天以内，财政部必须公布对行动的描述、介入资产数量、资产购买价格以及其电子文件。

### 避免止赎权以及对房屋拥有者的补助
对于财政部购买的问题财产，部长必须：
- 让对房屋拥有者的资助最大化
- 最小化第一担保抵押的止赎权

### 司法审查
财政部的每个行动都必须接受司法审查。

### 监察
工程中有一定的监察。

#### 稳定金融监察董事会
董事会的责任是对财政部的行动作出审查及评论 ，由以下人员组成：
- 美国联邦储备银行主席
- 美国财政部部长
- 美国联邦住宅信贷局局长
- 美国证券交易管理委员会主席
- 美国住房和城市发展部部长

#### 国会监察小组
小组的任务是观察市场情况、现有监察制度以及财政部对工程的管理。自财政部第一次行动起，他们每30天都要在国会汇报一次观察情况。
小组的人员包括：
- 一位美国众议院议长选派的人
- 一位美国众议院少数派领袖选派的人
- 一位美国参议院多数派领袖选派的人
- 一位美国参议院少数派领袖选派的人
- 一位美国参议院议长和美国众议院多数派领袖选派的人

#### 总审计长监察
美国总审计长需要监察工程的执行情况，并且每60天在国会作一次汇报。

#### 特别检察长办公室
总统任命特别监察长，国会通过。特别监察长负责监督、调查财政部行动，每三个月在国会汇报一次。

### 联邦储蓄保险公司的保险
从法律通过日期到2009年12月31日，美国联邦储蓄保险公司将为所有储户提供从原来的10万美元的存款保险到现在的25万美元的存款保险。

### 赤字规定
美国财政部、美国管理和预算办公室和美国国会预算办公室将进行磋商会议。

### 税收规定
在救助金融机构的同时，美国政府也执行了一些减税政策。

## 争议
法案执行中出现了以下争议：
- 美国年度预算赤字在2009年会超过1万亿美元[50]
- 受援助公司的管理人员的工资和奖金总共增加了16亿美元[51]
- 受援助公司拒绝透露救助的使用[52]

## 外部連結
- H.R.1424 （页面存档备份，存于） 美国国会图书馆
- 保尔森原始议案的内容 （页面存档备份，存于）
- 工作和经济的增长 - 白宫对议案的评价.
- 众议院的初次决议 （页面存档备份，存于） (110 pages)
- 众议院 Res 1517救助计划
- Erin Aigner, Amanda Cox, Farhana Hossain and Archie Tse. . New York Times. 2008-09-30  [2008-09-30]. （原始内容存档于2008-10-04）. 对议案投反对票的议员所在的区域
- Nocera, Joe; Andrew Ross Sorkin, Diana B. Henriques, Edmund L. Andrews. . New York Times. 2008-10-01  [2008-10-02]. （原始内容存档于2009-04-25）.  (Background on development of the Treasury proposal to Congress)